# Belvédère
Belvédère (okzitanisch Barver) ist eine französische Gemeinde mit 595 Einwohnern (Stand 1. Januar 2022) im Département Alpes-Maritimes in der Region Provence-Alpes-Côte d’Azur. Sie gehört zum Arrondissement Nizza sowie zum Kanton Tourrette-Levens und ist Mitglied im Gemeindeverband Métropole Nice Côte d’Azur. Die Bewohner nennen sich Belvédérois.

## Geographie
Die Gemeinde liegt in den französischen Seealpen und wird vom Fluss Gordolasque durchquert. Sie grenzt im Norden an Italien, im Osten an Tende, im Südosten an Saorge, im Süden an La Bollène-Vésubie, im Südwesten an Roquebillière und im Nordwesten an Saint-Martin-Vésubie.

## Bevölkerungsentwicklung
| Jahr      | 1962 | 1968 | 1975 | 1982 | 1990 | 1999 | 2008 | 2012 |
| --------- | ---- | ---- | ---- | ---- | ---- | ---- | ---- | ---- |
| Einwohner | 631  | 501  | 430  | 536  | 519  | 495  | 685  | 640  |

## Sehenswürdigkeiten
Siehe auch: Liste der Monuments historiques in Belvédère
- Barocke Kirche Saint-Pierre-Saint-Paul, erbaut im 17. Jahrhundert